# Mokattam
Mokattam, eller Mokattamberget (även Muqattam) (arabiska: المقطم), är ett lågbergsområde i sydöstra Kairo i Egypten. Området utgör en egen administrativ enhet (kism) och folkmängden uppgår till cirka 140 000 invånare.

## Landskapet
Det arabiska namnet Mokattam, vilket ungefär betyder "styckad" på svenska, refererar till hur bergskedjan är uppdelad i tre sektioner och där den högsta delen kallas Mokattamberget.
Området var ett viktigt stenbrott för kalksten i det forntida Egypten. Kalkstenen användes bland annat för byggandet av tempel och pyramider.

## Området
Berget ligger i den forntida staden Fustat, den nya huvudstaden grundad av Amr ibn al-As efter den muslimska erövringen av Egypten 642 e.Kr.
En del av Mokattam-området innefattar Mokattam, en välmående förort till Kairo, andra delar utgörs av slum.
Zabbaleenerna (Zabbaleen) är en folkgrupp i minoritet som utgör en del av sophämtning och sopåtervinning från storstaden Kairo bor i Manshiyat naser, Soptippstaden, vid foten av Mokattamberget.